# بي. أ. هندرسون
بي. أ. هندرسون هو سياسي أمريكي، ولد في 7 يناير 1875 في هامبتون في الولايات المتحدة، وتوفي في 25 يوليو 1925 في ميامي في الولايات المتحدة.